# 取りこわしポルカ
『取りこわしポルカ』（Demolierer-Polka）作品269は、ヨハン・シュトラウス2世が1862年に作曲したポルカ。『デモリーラー』とも称される。

## 概要
ウィーンの中心部は幅が広く堂々たる城壁に囲まれ、その城壁の上が道路になっていた。しかし、大砲の発明や、19世紀初頭の2度にわたるナポレオンの入城などで、この城壁が役に立たないことが証明されたため、1857年のクリスマスに皇帝フランツ・ヨーゼフ1世が城壁を取りこわし、後を広い環状道路にするという決断を下した。この工事はおそらくウィーンの人たちの話題を誘い、賛否両論がかしましく聞かれたという。
その城壁の跡が、現在「リング」と呼ばれる広い環状道路となり、開通したのは1865年であった。シュトラウス2世はこの工事を作品に反映しようと、1862年にこのポルカを作曲し、ウィーンの大道路工事を伝えているが、実は作曲当時は遅々として進まない上に、工事による砂埃が人々を悩ませていたという。勇ましいタイトルに反して、上品でゆっくりとしたフランス風ポルカの形式で書かれているのは、この工事に対する皮肉であると思われる。
初演は同年2月28日にワルツ＜謝肉祭の使者＞（Op・270）と共に娯楽施設の＜ツム・シュペアル（＝「シュペアル館）＞で行われた。